# Notobubon gummiferum
Notobubon gummiferum är en växtart i släktet Notobubon och familjen flockblommiga växter. Den beskrevs av Carl von Linné som Bubon gummiferum, och fick sitt nu gällande namn av Anthony R. Magee 2008.
Arten är en buske eller ett träd och växer i Sydafrika.